# COWCOW
COWCOW，日本搞笑組合，由山田與志（負責「吐槽」）和多田健二（負責「裝傻」）兩人組成。所屬經紀公司是吉本興業東京本社（吉本創意經紀）。
2012年因多田健二獲得R-1大賽冠軍，以及兩人的「理所當然體操」（あたりまえ体操）而爆紅。
“CowCow”是日本著名樂團的團名，兩人都是該團粉絲，他們出道時用該名字作為組合名，而樂團較後解散了。

## 外部連結
- COWCOW多田健二の伊勢丹の紙ブログでーす！，存于
- COWCOW 善しの『ジェット・コースター・フォト』，存于
- COWCOW多田健二的X（前Twitter）
- COWCOW 多田的Instagram帳戶
- COWCOW善し的X（前Twitter）
- COWCOW善し的Instagram帳戶
- YouTube上的COWCOW公式チャンネル頻道
- 秒殺ブログ，存于[]
- 映話BLOG，存于[]
- よしもと写真部，存于[]
- YouTube上的COWCOW「あたりまえ体操#1」（公式）
- COWCOW善し的TikTok